# Sign of the Dragonhead
«Sign of the Dragonhead» — сьомий студійний альбом німецько-норвезького метал-гурту Leaves' Eyes. Реліз відбувся 12 січня 2018 року. Перший альбом із участю фінської сопрано-співачки Еліни Сіірали після відходу фронтледі та співзасновниці гурту Лів Крістін.

## Список пісень
| #       | Назва                                     | Тривалість |
| ------- | ----------------------------------------- | ---------- |
| 1.      | «Sign of the Dragonhead»                  | 4:06       |
| 2.      | «Across the Sea»                          | 3:49       |
| 3.      | «Like a Mountain»                         | 4:44       |
| 4.      | «Jomsborg»                                | 3:25       |
| 5.      | «Völva»                                   | 3:38       |
| 6.      | «Riders on the Wind»                      | 3:53       |
| 7.      | «Fairer Than the Sun»                     | 4:20       |
| 8.      | «Shadows in the Night»                    | 3:48       |
| 9.      | «Rulers of Wind and Waves»                | 3:00       |
| 10.     | «Fires in the North»                      | 4:21       |
| 11.     | «Waves of Euphoria»                       | 8:03       |
| 12.     | «Beowulf (бонусний трек)»                 | 4:07       |
| 13.     | «Winter Nights (бонусний трек)»           | 3:40       |
| 14.     | «Sign of the Dragonhead (інструментал)»   | 4:06       |
| 15.     | «Across the Sea (інструментал)»           | 3:49       |
| 16.     | «Like a Mountain (інструментал)»          | 4:44       |
| 17.     | «Jomsborg (інструментал)»                 | 3:25       |
| 18.     | «Völva (інструментал)»                    | 3:38       |
| 19.     | «Riders on the Wind (інструментал)»       | 3:53       |
| 20.     | «Fairer Than the Sun (інструментал)»      | 4:20       |
| 21.     | «Shadows in the Night (інструментал)»     | 3:48       |
| 22.     | «Rulers of Wind and Waves (інструментал)» | 3:00       |
| 23.     | «Fires in the North (інструментал)»       | 4:21       |
| 24.     | «Waves of Euphoria (інструментал)»        | 8:01       |
| 1:41:59 |                                           |            |

## Персонал
- Еліна Сіірала — вокал
- Александр Крул — гроулінг, клавіші, продюсування, інженерія, міксинг, мастеринг
- Торстен Бауер — електрогітара, бас-гітара
- Йоріс Найєнхюйс — ударна установка
- Піт Страйт — гітари

## Чарти
| Чарт (2018)                     | Місце |
| ------------------------------- | ----- |
| Austrian Albums Chart           | 69    |
| Belgian Albums Chart (Фландрія) | 189   |
| German Albums Chart             | 21    |
| Swiss Albums Chart              | 33    |